# Nelligan (film)
Pour plus de détails, voir Fiche technique et Distribution.
Pour l’article homonyme, voir Nelligan (homonymie).
 (septembre 2016).
Si vous disposez d'ouvrages ou d'articles de référence ou si vous connaissez des sites web de qualité traitant du thème abordé ici, merci de compléter l'article en donnant les références utiles à sa vérifiabilité et en les liant à la section « Notes et références ».
Nelligan est un film biographique réalisé par Robert Favreau en 1991.

## Synopsis
Le film raconte la vie du poète Émile Nelligan dans tous ses côtés heureux et malheureux. 
Nelligan vit beaucoup de difficultés familiales avec son père David, mais il trouve des amis pour le consoler à l'École littéraire de Montréal : Idola Saint-Jean, le père Seers et Arthur de Bussières.
Ses difficultés venant à un comble, après avoir prononcé sa célèbre Romance du vin, le poète est interné de force à l'hôpital Saint-Jean-de-Dieu dont il ne peut plus jamais sortir en raison de sa folie.
Une certaine partie de ce drame est fictive, parce qu'elle suggère sans preuve biographique que Nelligan aurait eu des relations incestueuses avec sa mère et des relations homosexuelles avec Arthur de Bussières.

## Fiche technique
- Titre : Nelligan
- Genre : Drame biographique
- Réalisation : Robert Favreau
- Production : Marie-Andrée Vinet et Doris Girard
- Producteurs exécutifs :  Robert Sesé et Marie-Andrée Vinet
- Scénario : Robert Favreau, Aude Nantais, Claude Poissant, Jean-Joseph Tremblay
- Date de sortie en salle : 1991
- Musique : Marie Bernard
- Son : Serge Beauchemin et Myriam Poirier
- Montage : Hélène Girard
- Pays d'origine : Canada

## Distribution
- Marc St. Pierre : Émile Nelligan (jeune)
- Michel Comeau : Émile Nelligan
- Lorraine Pintal : Émilie Nelligan
- Luc Morissette : David Nelligan
- Gabriel Arcand : Père Seers
- David La Haye : Arthur de Bussières
- Dominique Leduc : Idola St-Jean
- Andrée Lachapelle : Robertine Barry
- Marthe Turgeon : Mme St-Jean
- Isabelle Cyr : Eva Nelligan
- Lysane Gendron : Gertrude Nelligan
- Jean-François Casabonne : Charles Gill
- Patrick Goyette : Joseph Melançon
- Christian Bégin : Jean Charbonneau
- Luc Picard : Gonzague Deslauriers
- Martin Drainville : Albert Ferland
- Gilles Pelletier : Louis Fréchette
- Denise Filiatrault : Mère supérieure
- Jean-Louis Millette : Archevêque
- Aubert Pallascio : Dr. Brennan
- Brigitte Marchand : Chanteuse chez Barry
- Dominique Pétin : Femme garçonne
- Agnès Zacharie : Femme enfant
- Walter Massey : Lord Van Horne
- Margaret McBearty : Lucille Lemoyne
- Guy Jodoin : Ernest Martel
- Jean-Michel Henry : Marin
- Jerry Snell : Marin
- Rodrigue Proteau : Marin
- Gary Boudreault : Marin
- Martine Beaulne : La religieuse
- Paul Cagelet : Le nain
- José Malette : L'homme au cachot
- Claude Chouinard : Président de l'école
- Marc Bélanger : Le violoniste
- Yves Hamel : Le locataire
- Michel Leroux : Domestique Hector
- Emmanuelle Beaugrand-Champagne : Domestique Josette
- André Lacoste : Le passant
- Marie Bernard : Pianiste chez Barry
- Jean-François Beaudet : Jeune soliste
- Real Gauthier : L'organiste
- Marc-André Grondin : Enfant (cathédrale)